# Anolis inderenae
Anolis inderenae — вид ігуаноподібних ящірок родини анолісових (Dactyloidae). Ендемік Колумбії.

## Поширення і екологія
Anolis inderenae відомі з типової місцевості, розташованої на східному схилі Східного хребта Колумбійських Анд в околицях Гутьєрреса в департаменті Кундінамарка, на висоті 2350 м над рівнем моря. Вони живуть в гірських хмарних лісах і вторинних заростях.